# Omotesenke
Omotesenke (表千家, literal "în fața casei Sen ") este numele uneia dintre principalele școli unde se studiază ceremonia ceaiului. Celelalte școli importante sunt: Urasenke și Mushanokōjisenke.